# Ока-инфо
«Ока-инфо» — общественно-политическая газета Южного Подмосковья с усиленным новостным блоком.

## История

Машина из службы доставки «Ока-инфо».

Газета получила лицензию 8 апреля 2004 года, издаётся с мая 2004 года под названием «Ока-информ» (до февраля 2005 года — еженедельник). С 24 февраля 2005 года — название «Ока-инфо» (с 2006 года — выходит два раза в неделю), с 2007 года — переход с формата А3 на формат А2 + полноцвет, с 26 февраля 2010 года переход на формат Broadsheet.
С мая 2004 по декабрь 2005 главный редактор — Дмитрий Тыщенко.
С февраля 2006 по февраль 2011 главный редактор — Дмитрий Староверов.
С февраля 2011 по декабрь 2014 главный редактор — Максим Баль.
С декабря 2014 по июль 2015 — и. о. Анастасия Даньшина.
С июля 2015, с осени 2017 — Денис Бутырский.
С июня 2017 — и. о. Марина Овсянкина.
Периодичность — еженедельник (с 2011 года). Распространеняется в городах Серпухов, Протвино, Пущино, Серпуховский район.
В 2009 году «Ока-инфо» поглотила газету «Молва». В 2011 году взяла на себя обязательства газеты «Совет». На базе газеты «Ока-инфо» печатается газета «Ока-информ».
Газета печатается в типографии города Долгопрудный.
Прекратила существование 1 мая 2019 года.

## Ежегодные акции

Акция в День Победы

Логотип газеты вырезан во льду

Газета ежегодно проводит акции, посвященные Дню Победы.
Традиционная весенняя акция — «Счастливый билет».
Объявление имени Человека года Серпуховского региона. Определяется ежегодно, в декабре, начиная с 2007 года.
Звание Человека года определяют журналисты, читатели газеты и привлеченные эксперты.
Человека года — человека, внесшего весомый вклад в развитие, продвижение, изучение Серпуховского края.
Человек года-2007
- Лидия Кузнецова, пенсионерка — В своем упорном желании найти правду она прошла все круги российской судебной системы, включая Верховный суд страны, и нашла истину в Европейском суде. Она — единственная представительница серпуховского региона, выигравшая дело в Страсбурге. Ответчиком по её делу выступала Российская Федерация, а точнее Пенсионный фонд, не желавший признавать некоторые из своих расчетов, которые лишили всех пожилых граждан нашей страны, в общем-то, значительной части пенсий. Благодаря ей и её адвокату Игорю Огородникову, сегодня по всей России сотни тысяч человек пересчитывают свои пенсии в сторону увеличения.

Человек года-2008
- Артём Павлихин, археолог — летом 2008 года в окрестностях деревни Подмоклово он вместе с командой единомышленников обнаружил затерянный средневековый город Неринск. Об этом городе было известно из древних летописей, например из Ипатьевской. Про Неринск упоминалось в связи с походом князя Святослава Ольговича на север.

Человек года-2009
- Елена Дижур, сотрудница банка — весной 2009 года во Вьетнаме, во время автокатастрофы она спасла десятки российских туристов. Она единственная, кто выбрался из ущелья, куда упал автобус и вовремя успела вызвать помощь.

Человек года-2010
- Александр Шаковец, руководитель клуба сверхлёгкой авиации «Туровский», в разгар аномально жаркого лета на базе клуба он организовал общество волонтёров, которые с помощью мотопарапланов, отслеживали очаги возгорания в лесах Серпуховского и Ступинского районов Московской области. Благодаря их помощи, на территории районов были предотвращены и локализованы десятки пожаров в окрестностях Приокско-Террасного заповедника, в Серпуховском районе не произошло ни одного крупного возгорания леса.

Человек года-2011
- Иван Дятлов, руководитель оболенского Государственного научного центра прикладной микробиологии и биотехнологий, доктор медицинских наук, член-корреспондент АН России. Сумел поднять с колен научный центр, в 2011 году . Научный центр занимался исследованием разновидности кишечной палочки, обнаруженной в европейских огурцах-убийцах, в том числе и на устойчивость к лекарствам.

Человек года-2012
- Ирина Габдрахманова, директор детско-юношеской спортивной школы «Ока-Дэнс». Смогла популяризировать спортивные бальные танцы на юге Подмосковья. Этот вид спорта стал самым зрелищным, привлёк в танцевальные секции сотни людей, ранее не имевших понятия о танцевальном спорте. Организуемые ею шоу российского уровня, сделали серпуховский регион одним из центров танцевального спорта в стране.

Человек года-2013
- Сергей Ионов, учитель физкультуры Райсемёновской школы. Обладатель звания «Педагог года — 2013».

Человек года-2014
- Людмила Гафурова, директор Серпуховского историко-художественного музея.

Человек года-2015
- Дарья Шаврина, певица, участница проекта Голос. Дети (Россия), по результатам голосования читателей

Человек года-2016
- Ксения Машкова, чемпионкой мира по бодибилдингу и модельному фитнесу, по результатам голосования читателей

Человек года-2017
- Кристина Пивоварова, девушка спасшая человека из-под поезда

Человек года-2018
- Александр Шестун, экс-глава Серпуховского района

## Журналисты, работающие или работавшие в газете «Ока-инфо»
- Елена Лобкова
- Марина Овсянкина
- Валерий Гореловский
- Светлана Коваленко
- Ирина Литвинова
- Денис Прокофьев
- Фёдор Червяков
- Татьяна Короткова
- Валентина Семьянцева
- Дмитрий Староверов
- Денис Бутырский
- Юлия Калугина
- Сергей Новиков
- Евгений Данилюк
- Максим Баль

## Критика
Газету неоднократно обвиняли в искажении информации, однако за время своего существования в судах газета проиграла по несколькими пунктам истцам только один раз, по статье «Дюжина возражений советника» . В качестве истца выступала мэрия города Серпухова.
1 августа 2017 года из-за комментариев на одной из страниц, суд, по требованию одинцовской прокуратуры признал всю информацию сайта издания запрещённой к распространению в России. Решение было исполнено Роскомнадзором. Сайт издания oka-info.ru, работавший с 2006 года, был заблокирован.

## События и проекты

Аллея журналистов в посёлке Пограничный

- Весной 2008 года во Всемирный день свободы печати по инициативе коллектива газеты «Ока-инфо» члены Серпуховского отделения Союза журналистов России (представители местных газет, радиостанций и телевидения) разбили на территории посёлка Пограничный Данковского поселения вишнёвую аллею, которую назвали Аллея журналистов.

В марте 2009 года по ходатайству экс-председателя Серпуховского отделения Союза журналистов России Алексея Саводёрова, Совет депутатов Данковского поселения рассмотрел предложение о переименовании автобусной остановки «По требованию» в «Аллею журналистов». Предложение было единогласно поддержано депутатами, и в конце марта остановка, расположенная рядом с вишнёвой аллеей, получила своё новое имя.
В апреле 2009 года на аллее был установлен памятный гранитный камень, свидетельствующий о том, что на территории Серпуховского района официально появился новый топоним.
- В январе 2008 года на фотожурналиста газеты Прокофьева Дениса было совершено нападение , .
- Газета «Ока-инфо» в 2008 году совместно с Гринпис провели акцию «ЭКОмпромисс», в рамках которой большинство подъездов жилых домов местечка Данки были оборудованы энергосберегающими лампами. В ходе акции Совет депутатов Серпуховского района, впервые в России, на законодательном уровне принял решение о начале эксперимента по замене ламп накаливания на энергосберегающие ламы в местах общего пользования муниципального жилого фонда.  Архивная копия от 10 июня 2014 на Wayback Machine, .
- Весной 2008 года флаг газеты и сама газета побывала на Северном полюсе, первой из всех газет Подмосковья. ,  (недоступная ссылка).
- Август 2009 года — газета активный участник кинофестиваля «Верные друзья».
- Осень 2009 — положительно завершены переговоры с Московским зоопарком о поддержке ежегодного конкурса имени П. А. Мантейфеля ,
- 6 декабря 2009 года в 14.53 на твиттер-страничке okainfo появилось первое сообщение.
- 26 февраля 2010 года произошел редизайн и ребрендинг газеты с переходом на новый формат.
- Газета стала официальным партнёром WWF Час Земли в 2010, 2012, 2013 и 2015 годах.
- Издание ёфицировано c 13 апреля 2010 года.
- C 3 декабря 2010 года газета перешла на формат D2 (Broadsheet)
- C января 2011 года — еженедельник.
- С 7 декабря 2010 года по 23 февраля 2011 года флаг газеты находился в Антарктиде, в рамках 56-й Российской антарктической экспедиции.
- C 13 мая 2011 года в газете введено использование QR-кодов.
- 21 мая 2011 года газета стала обладателем второго приза в конкурсе «Газетный дизайн-2010» в номинации «Редизайн». (Первое место не присуждалось).
- 21 мая 2011 года газета стала обладателем третьего приза в конкурсе «Газетный дизайн-2010» в номинации «Дизайн». (Первое место не присуждалось).
- По итогам 2012 и 2013 годов газета стала лучшим изданием в Подмосковье  Архивная копия от 7 марта 2013 на Wayback Machine.
- 28 января 2013 года — редизайн сайта газеты.
- 2013 год — открытие странички в Instagram
- 2013—2014 годы — осуществлён проект «Спортсмен года Серпуховского региона — 2013»

## Цитаты и ссылки
- Союз журналистов России
- Газета «Известия»
- «Новая газета»
- Газета «Абакан»  (недоступная ссылка)
- Клуб любителей путешествий «Азимут»  Архивная копия от 4 марта 2016 на Wayback Machine
- Группа «Конец фильма»  Архивная копия от 8 декабря 2012 на Wayback Machine
- Московский театр «Школа современной пьесы»
- Международный союз КВН
- Деловая пресса  Архивная копия от 5 марта 2016 на Wayback Machine
- Дайджест Турции  (недоступная ссылка)